# قانون أوزيبيو جي كيروس
قانون أوزيبيو جي كيروس هو قانون صدر في البرازيل في 4 سبتمبر 1850 لإلغاء تجارة الرقيق الدولية في البلاد. سُمي هذا القانون على اسم أوزيبيو دي كويروس كوتينهو ماتوسو دا كامارا، الذي كان وزير العدل البرازيلي من 1848 إلى 1852. تم وضع هذا القانون موضع التنفيذ من قبل الحكومة تحت حكم الإمبراطور البرازيلي دوم بيدرو الثاني. عزز هذا القانون القانون الذي تم وضعه موضع التنفيذ في 7 نوفمبر 1831، ولكن لم يتم تطبيقه بالكامل مطلقًا، كما استند إلى قانون مكافحة تجارة الرقيق لعام 1837 الصادر عن فيليسبرتو كالديرا برانت، والذي لم يتم سنه في القانون. تم تعديل هذا القانون وأعيد تقديمه إلى مجلس النواب وتم تمريره في النهاية. على الرغم من إلغاء تجارة الرقيق رسميًا في عام 1850، إلا أن العبودية نفسها لم يتم إلغاؤها في البرازيل حتى عام 1888. مما جعل البرازيل آخر دولة في العالم الغربي تلغي العبودية.
ومع ذلك كانت الحكومة ضد الضغوط البريطانية المطبقة لإنهاء هذه التجارة، مثل الاستيلاء على سفن الرقيق من قبل السفن الحربية البريطانية. في عام 1845 سن البرلمان البريطاني قانون أبردين الذي سمح للطرادات البريطانية بالاستيلاء على سفن العبيد البرازيلية في محاولة لإنهاء تجارة الرقيق. تسبب هذا في قيام البرازيليين باستيراد أكبر عدد ممكن من العبيد في حال نجح البريطانيون في إلغاء تجارة الرقيق، وهذا هو سبب وصول الغالبية العظمى من العبيد إلى البرازيل خلال 1847-1849.
كانت العبودية في البرازيل منتشرة للغاية، وحملت سفن الرقيق ما بين 3.6 و5 ملايين من العبيد إلى البرازيل على مدار ما يقرب من ثلاثة قرون (1525-1851). كان في ريو دي جانيرو وحدها أكبر عدد من العبيد حيث كان 38.3٪ من سكانها من العبيد، أو 80.000 من العبيد.